# Hernando Beach
Hernando Beach ist  ein census-designated place (CDP) im Hernando County im US-Bundesstaat Florida. Das U.S. Census Bureau hat bei der Volkszählung 2020 eine Einwohnerzahl von 2.452 ermittelt.

## Geographie
Hernando Beach liegt am Golf von Mexiko, rund 25 km südwestlich von Brooksville sowie etwa 70 km nördlich von Tampa.

## Demographische Daten
Laut der Volkszählung 2010 verteilten sich die damaligen 2299 Einwohner auf 1451 Haushalte. Die Bevölkerungsdichte lag bei 227,6 Einw./km². 97,0 % der Bevölkerung bezeichneten sich als Weiße, 0,7 % als Afroamerikaner, 0,4 % als Indianer und 0,4 % als Asian Americans. 0,7 % gaben die Angehörigkeit zu einer anderen Ethnie und 0,7 % zu mehreren Ethnien an. 4,3 % der Bevölkerung bestand aus Hispanics oder Latinos.
Im Jahr 2010 lebten in 17,6 % aller Haushalte Kinder unter 18 Jahren sowie 42,4 % aller Haushalte Personen mit mindestens 65 Jahren. 68,8 % der Haushalte waren Familienhaushalte (bestehend aus verheirateten Paaren mit oder ohne Nachkommen bzw. einem Elternteil mit Nachkomme). Die durchschnittliche Größe eines Haushalts lag bei 2,16 Personen und die durchschnittliche Familiengröße bei 2,55 Personen.
14,6 % der Bevölkerung waren jünger als 20 Jahre, 12,3 % waren 20 bis 39 Jahre alt, 33,4 % waren 40 bis 59 Jahre alt und 39,6 % waren mindestens 60 Jahre alt. Das mittlere Alter betrug 55 Jahre. 49,6 % der Bevölkerung waren männlich und 50,4 % weiblich.
Das durchschnittliche Jahreseinkommen lag bei 52.177 $, dabei lebten 5,1 % der Bevölkerung unter der Armutsgrenze.
Im Jahr 2000 war Englisch die Muttersprache von 97,32 % der Bevölkerung und spanisch sprachen 2,68 %.